# Hossmo BK
Hossmo BK är en fotbollsklubb från Rinkabyholm i Kalmar kommun, bildad 1939.

## Historik
Hossmo BK grundades den 4 november 1939 av två bröder, Nils-Erik & Göte Magnusson. Sedan 1942 spelar man sina hemmamatcher på Rinkabyvallen. Laget har alltsedan starten pendlat mellan femte- och sjättedivisionen, men 2010 tog man efter 70 år för första gången steget upp i division 4. 2011 bildades också ett damlag. Hossmo BK:s stora profil, Per-Ola Gidö, spelade över 1 100 matcher för klubben, och spelade även en match för Kalmar FF. Flera andra KFF-spelare, som Henrik Rydström, David Elm och Joachim Lantz, har efter sin elitkarriär på ett eller annat sätt varit verksamma i Hossmo BK.
Hossmos F14-lag vann 2022 Gothia Cup.